# Ošelj
Ošelj je naselje v Občini Slovenska Bistrica.